# Snežnik, Ilirska Bistrica
Snežnik este o localitate din comuna Ilirska Bistrica, Slovenia, cu o populație de 8 locuitori.